# The Lunatic at Large
Pour plus de détails, voir Fiche technique et Distribution.
The Lunatic at Large est un film comique américain muet en noir et blanc réalisé en 1927 par Fred C. Newmeyer et interprété par Leon Errol, Dorothy Mackaill et Warren Cook (dans son dernier rôle).

## Fiche technique
- Réalisation : Fred C. Newmeyer
- Scénario : Joseph Storer Clouston (histoire) et Ralph Spence
- Distribution : 1927 : First National Pictures
- Format : 1.33 : 1, 35 mm
- Genre : comédie
- Année de sortie : 1927
- Durée : 60 minutes
- Noir et blanc
- Muet
- Langue : anglais

## Distribution
- Leon Errol : Sam Smith

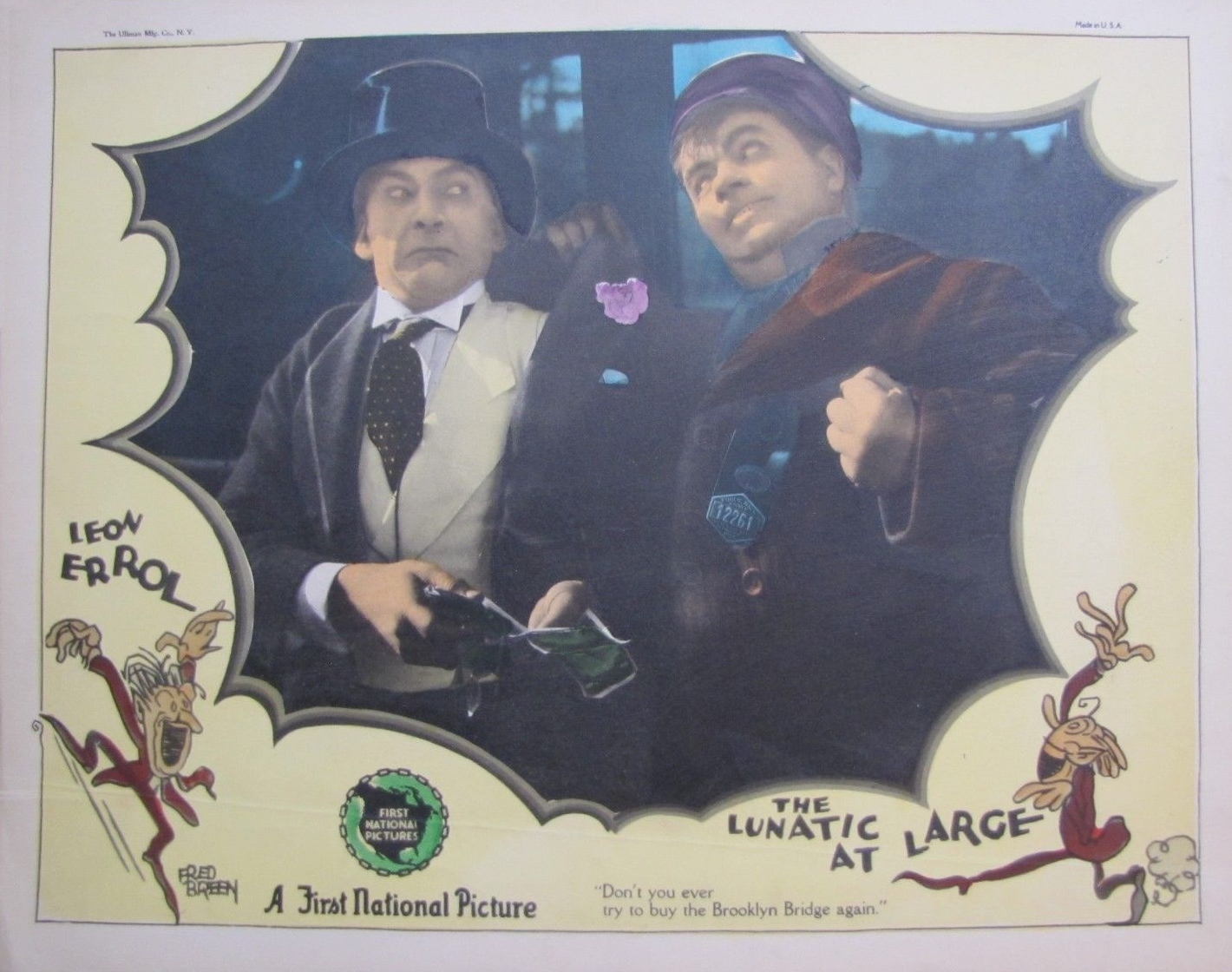
Carte promotionnelle du film.

- Dorothy Mackaill : Beatrix Staynes
- Jack Raymond : Mandell Essington
- Warren Cook : Dr. Wilkins
- Kenneth MacKenna : William Carroll / Henry Carroll
- Tom Blake : Maxwell
- Charles Slattery : Lunt
- Teresa Maxwell-Conover (en) : Tante Teddy

## Génèse et réalisation
Écrit par Ralph Spence, ce film est basé sur le roman de 1899 The Lunatic at Large et ses suites The Lunatic at Large Again (1922), The Lunatic Still at Large (1923), et The Lunatic In Charge (1926) de l'écrivain britannique Joseph Storer Clouston, qui avait précédemment inspiré un film du même titre de 1921. Le film a déplacé le décor de Londres à New York. The Lunatic at Large est sorti le 2 janvier 1927, chez First National Pictures,,.